# Ave vivens hostia

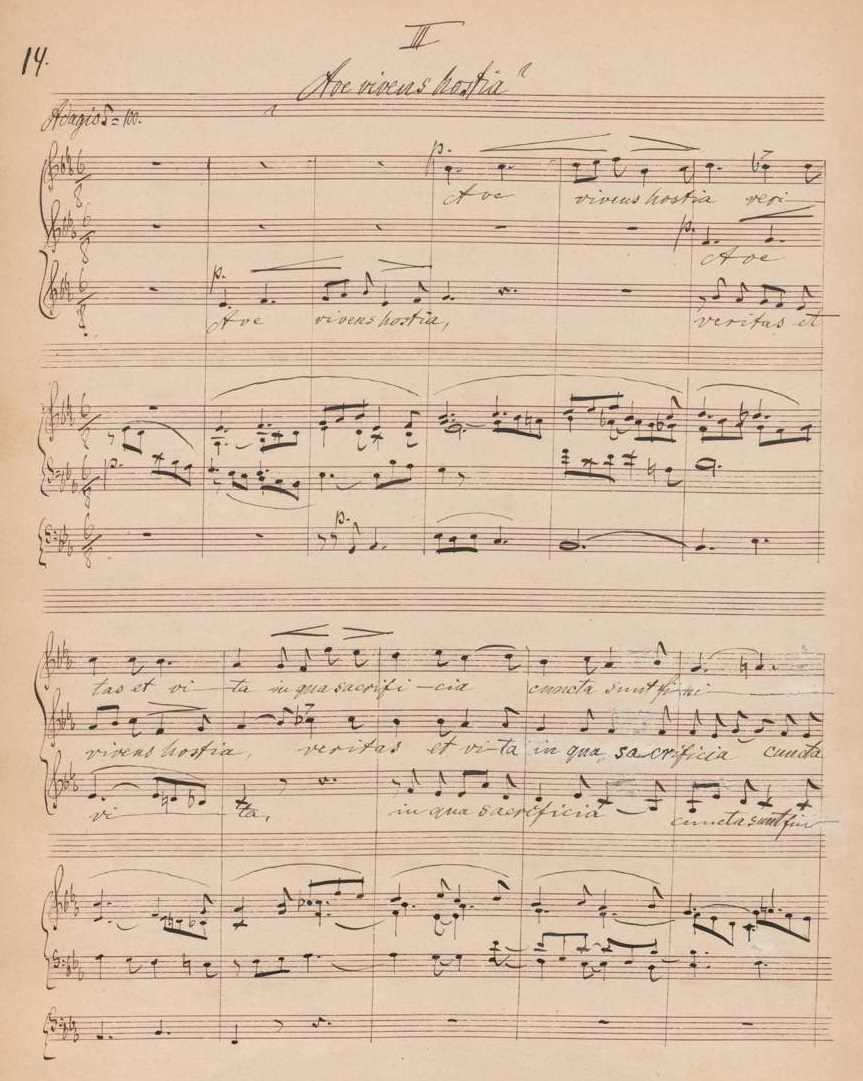
Josef Gabriel Rheinberger: Ave vivens hostia für dreistimmigen Chor und Orgel, erstes Blatt des Autographs (1876)

Ave vivens hostia (lateinisch für „Sei gegrüßt, lebendige Hostie“) ist ein Johannes Peckham zugeschriebener eucharistischer Hymnus aus dem 13. Jahrhundert. Der in Vagantenzeilen abgefasste Text umfasst 15 Strophen, die sich in drei Abschnitte gliedern lassen: Die ersten sechs Strophen eröffnen den Hymnus mit einer Anrufung Christi in der konsekrierten Hostie, hierauf folgen vier Strophen dogmatischen Inhalts, die neben der Transsubstantiation auch die Zwei-Naturen-Lehre umfassen. Der dritte Teil beinhaltet Bitten der Gläubigen an Jesus.
Unterliegt der Hymnus einerseits dem Einfluss franziskanischer Frömmigkeit, so verflicht Peckham ihn gleichzeitig mit thomistischem Eucharistieverständnis und Wilhelms von Auvergne und Alexanders von Hales Vorstellungen göttlicher Allmacht. Im Spätmittelalter wurde der Hymnus ins Deutsche übertragen, so u. a. vom Mönch von Salzburg.

## Historischer Kontext
Der lateinische Corpus-Christi-Hymnus Ave vivens hostia wurde von Johannes Peckham (gest. 1292), einem englischen Franziskaner, Rektor der Pariser Universität und späterem Erzbischof von Canterbury, verfasst. Ihm wird ein weiteres, allerdings deutlich seltener überliefertes Hostienlied zugeschrieben, das Hostia viva, vale.
Die Eucharistiedichtung wurde laut Wilhelm Breuer vermutlich zur Verehrung des Sakraments außerhalb der Messe geschaffen. Die im Hymnus verehrte Hostie bildet als Opfergabe zur Entstehungszeit des Hymnus gemeinsam mit dem Wein das Kernstück der Eucharistie, da es sich durch die Konsekration durch den Priester zum Leib Jesu Christi wandelt (und der Wein zum Blut Jesu Christi). Während in der frühchristlichen Kirche das Eucharistieopfer ein geistig-geistliches gewesen war, war mit dem 1. Abendmahlsstreit im 9. Jahrhundert und dem 2. Abendmahlsstreit im 11. Jahrhundert die Frage nach der Realpräsenz Jesu in der Hostie gestellt. Die tatsächliche Gegenwart des Fleisches der historischen Person Jesu in der Hostie war ein Hauptgegenstand der theologischer Debatten, insbesondere das Problem der Multilokation – wie Jesus Christus zugleich zur Rechten Gottes thronend im Himmel und in der jeweiligen konsekrierten Hostie und zudem in mehreren Hostien an verschiedenen Orten zugleich – sein konnte. Der prominent von Thomas von Aquin vertretene Lösungsansatz der Transsubstantiation wurde 1215 auf dem IV. Laterankonzil zum Dogma erhoben und 1551 auf dem Tridentinum bekräftigt. In der Transsubstantionslehre bleiben bei der Konsekration die Akzidenzien, also Eigenschaften des Hostienbrotes wie Aussehen und Geschmack gleich, während sich die Substanz von Brot zum Fleisch Christi wandelt. Diese offizielle, aber umstrittene theologische Lehre ist im Ave viviens hostia mit der „lebendigen“ Oblate Hauptthema. Peckham orientiert sich dabei nicht an den Transsubstantationsargumentationen Thomas von Aquins und Bonaventuras, sondern an denen von  Wilhelm von Auvergne und Alexander von Hales, die die Allmacht Gottes betonen. In den Strophen des Hymnus, die nicht ausschließlich dogmatischen Gehaltes sind, macht sich der Einfluss mystischer Frömmigkeit der Franziskaner, zu denen Peckham gehört, bemerkbar.
Im Zuge der hoch- und vor allem spätmittelalterlichen Mystik, dem stark zunehmenden Buß- und Fürbittcharakter der Messe sowie dem Lesen von Privatmessen, Laienfrömmigkeit, Schaubedürfnis und geistlichen Spielen erblüht im 13. Jahrhundert die Eucharistiefrömmigkeit. Schon zu Beginn des 13. Jahrhunderts wurden die nicht in der Messe aufgebrauchten Hostien auf oder neben dem Altar verehrt. Neben der Elevation der gewandelten Hostie in der Messe, die den Gläubigen die heilbringende Schau auf das Fleisch Christi ermöglichte, häufen sich die Berichte über Hostienwunder. Die persönliche Anbetungsfrömmigkeit schlägt sich in der Dichtung der Zeit nieder. Auch das 1264 von Papst Urban IV. zum Fest der Gesamtkirche erhobene Fronleichnamsfest feiert die Einsetzung der Eucharistie durch Jesus Christus beim Abendmahl, wobei die gewandelte Hostie in einer Prozession verehrt wird. Der dogmatische Teil des Ave vivens hostia nimmt Züge der zu den neu entstandenen Gesängen der Fronleichnamsliturgie gehörigen Sequenz Lauda Sion auf. Der Hymnus Ave vivens hostia könnte entsprechend in den Kontext der Fronleichnamsfeierlichkeiten gehören.

## Text
| Lateinischer Text | Übersetzung |
| --- | --- |
| 1. Ave, vivens hostia, Veritas et vita, In qua sacrificia Cuncta sunt finita, Per te patri gloria Datur infinita, Per te stat ecclesia Iugiter munita. 2. Ave, vas clementiae, Scrinium dulcoris, In quo sunt deliciae Caelici saporis, Veritas substantiae Tota salvatoris, Sacramentum gratiae, Pabulum amoris. 3. Ave, manna caelicum Verius legali, Datum in viaticum Misero mortali, Medicamen mysticum Morbo spiritali, Morte dans catholicum Vitae immortali. 4. Ave, corpus Domini Et munus finale, Corpus iunctum numini, Nobile iocale, Quod reliquit homini In memoriale, Cum finali termino Mundo dixit vale. 5. Ave, plenum gaudium, Vita beatorum, Pauperum solacium, Salus miserorum, Grande privilegium Est hoc viatorum. Quorum sacrificium Merces est caelorum. 6. Ave, virtus fortium, Obvians ruinae, Turris et praesidium Plebis peregrinae, Quam insultus hostium Frangere non sine, Ne vi malignantium Pereat in fine. 7. Hic Iesu veraciter Duplex est natura, Non est partialiter Nec solum figura, Sed essentialiter Caro Christi pura Latet integraliter Brevi sub clausura. 8. Caelo visibiliter Caro Christi sita, Forma panis aliter Latet hic vestita, Solus novit qualiter, Hanc qui ponit ita, Potest hoc faciliter Virtus infinita. 9. Sumptum non consumitur Corpus salvatoris, Idem totum sumitur Omnibus in horis, Forma panis frangitur Dente comestoris, Virtus carnis sugitur Morsibus amoris. 10. Christus nihil patitur Huius laesionis, Forma panis solvitur Vi digestionis, Tunc si Christus quaeritur, Est in caeli thronis, Sicut vult, hinc tollitur Datis vitae donis. 11. Hoc ardoris calculo Veni nos ignire, Hoc amoris stimulo Frange motus irae, Et eodem ferculo Qui nos vis nutrire, Velis cordis vinculo Fortiter unire. 12. Moris est amantium Invicem sitire, Ut arcana cordium Possint introire, Sic vult rex regnantium Caritatis mirae Cibando fidelium Intima subire. 13. O Iesu dulcissime, Cibus salutaris, Qui sic nobis intime Tribui dignaris, Mala nostra deprime Fletibus amaris Et affectus imprime, Quibus delectaris. 14. Iesu, vivens hostia, Placa maiestatem, Sacramenti gratia Confer sanitatem, Pauperum substantia, Da aeternitatem, Domini memoria, Fove caritatem. 15. Vanitatem spernere Fac nos, consolator, Hostes dona vincere, Christe, propugnator. Et quod doces credere, lesu reparator, Per te tandem cernere Da, remunerator. | 1. Sei gegrüßt, lebendige Opfergabe, Wahrheit und Leben, in der alle Opfer vollendet sind, durch dich wird dem Vater unendliche Ehre gegeben, durch dich steht die Kirche allezeit befestigt. 2. Sei gegrüßt, Gefäß der Güte, Schrein der Wonne, in dem die Freuden des Himmelsgeschmacks enthalten sind, ganze Wahrheit des Daseins des Erlösers, Sakrament der Gnade, Nahrung der Liebe. 3. Sei gegrüßt, Himmelsmanna, wahrer als das des Gesetzes, zur Wegzehrung gegeben dem elenden Sterblichen, geheimnisvolles Heilmittel der geistlichen Krankheit, im Tod übergibst du einen katholischen Christen dem unsterblichen Leben. 4. Sei gegrüßt, Leib des Herrn und Geschenk am Ende, Leib, mit der Gottheit vereint, edles Juwel, das er dem Menschen hinterließ zum Gedächtnis, als er zur Zeit des Endes von der Welt Abschied nahm. 5. Sei gegrüßt, Freude in Fülle, Leben der Seligen, Trost der Armen. Heil der Elenden, dies ist ein großes Vorrecht der Wanderer, deren Opfer die Himmel erkauft. 6. Sei gegrüßt, Kraft der Starken, du wirkst dem Verfall entgegen, Turm und Schutz des pilgernden Volkes: ihn zu brechen erlaube den Verhöhnungen der Feinde nicht, damit es nicht am Ende durch die Macht der Übeltäter untergeht. 7. Hier ist wahrhaft Jesu zweifache Natur, nicht nur teilweise, nicht nur als Bild, sondern wesenhaft ist das reine Fleisch Christi in Gänze verborgen in der engen Klause. 8. Das Fleisch Christi, das sich im Himmel sichtbar befindet, ist hier anders, verborgen, anwesend, bekleidet mit der Gestalt des Brotes; auf welche Weise, weiß nur der, der diese Gestalt so setzt: leicht vermag das die unbegrenzte Macht. 9. Verzehrt, wird der Leib des Erlösers nicht aufgezehrt, als derselbe wird er ganz aufgenommen zu allen Stunden, die Gestalt des Brotes wird zerbrochen vom Zahn des Essenden, die Kraft des Fleisches wird aufgesogen durch das Kauen der Liebe. 10. Christus erleidet nichts von dieser Verletzung, die Gestalt des Brotes löst sich auf durch die Wirkung der Verdauung, danach, wenn Christus gesucht wird: er ist auf den Thronen des Himmels, wie er will, wird er von hier hinweggenommen, nachdem er die Gaben des Lebens geschenkt hat. 11. Durch dieses Teilchen der Glut komm, uns zu entflammen, durch diesen Sporn der Liebe brich die Regungen des Zorns, und durch dasselbe Mahl, der du uns nähren willst, wollest du uns durch ein Herzensband kraftvoll vereinen. 12. Es ist die Art der Liebenden, nach einander zu dürsten, danach, in die Geheimnisse der Herzen eindringen zu können. So will der König der Könige, von wundersamer Liebe, durch das Bewirten ins Innerste der Gläubigen eintreten. 13. O süßester Jesus, heilvolle Speise, der du uns so ins Innerste ausgeteilt zu werden bereit bist, unsere Bosheiten dränge zurück durch bitteres Weinen und flöße uns Regungen ein, die dich erfreuen. 14. Jesus, lebendige Opfergabe, besänftige die göttliche Majestät, durch die Sakramentsgnade gewähre Gesundheit, du Dasein der Armen, gib Ewigkeit, du Gedächtnis des Herrn, fache die Liebe an. 15. Lass uns die Eitelkeit verachten, Tröster, schenke Sieg über die Feinde, Christus, Verteidiger. Und was du zu glauben lehrst, Jesus, Wiederhersteller, lass uns endlich durch dich schauen, Belohner. |

## Inhaltliche Analyse
Der Hymnus besteht aus 15 Vaganthenstrophen à je acht Versen. Inhaltlich lässt sich der Hymnus in drei Teile gliedern: In den ersten sechs Strophen wird die Hostie adressiert. Ab der siebten Strophe beginnt der dogmatische Teil, der die Transsubstantiationslehre darstellt. Die letzten drei Strophen beinhalten Bitten.
Die Hostie wird anfangs stets personifiziert und ersetzt in ihrer Funktion das Tieropfer („In qua sacrificia | Cuncta sunt finita“ V. 2f.). Die ersten zwei Verse des Hymnus rekurrieren auf eine Selbstaussage Jesus aus dem Johannesevangelium: „Ich bin der Weg und die Wahrheit und das Leben.“ (Joh 14:6). Die erste Strophe betont die einheitsstiftende Funktion der Hostie in der Glaubensgemeinschaft.
In der zweiten Strophe wird der Leib Christi als „Scrinium dulcoris“ (Schrein der Süßigkeit) bezeichnet. In der dritten Strophe wird die Hostie als „manna caelicum“ (Brot des Himmels) angesprochen. Der Hostie wird der Status eines geheimnisvollen Heilmittels („Medicamen mysticum“ V. 21) zugesprochen. Die vierte Strophe beinhaltet die Vorstellung, dass die Hostie die irdische Repräsentation von Jesus sei. Das himmlische Paradies sei ein tröstendes Versprechen für die Armen, welche die Hostie zu sich nehmen (5. Strophe). Apotropäisch, d. h. schadensabwendend stellt die Hostie einen Schutzschild gegen Feinde (6. Strophe).
Mit der siebten Strophe beginnt die Erläuterung der Transsubstantiationslehre, die in der 8. Strophe weitergeführt wird. Es wird postuliert, dass Christus im Himmel und in der Hostie gleichzeitig sei. Die 9. Und 10. Strophe beschreiben die Aufnahme, nicht den Verzehr („Sumptum non consumitur“) der Hostie in den Körper des Gläubigen und betonen, dass Christi nicht leidet während des liebevollen Verspeisens („Christus nihil patitur“). Durch die Einnahme der Hostie übernehmen die Gläubigen Christis Tugenden wie Liebe und Mäßigung (11. Strophe) und Nächstenliebe (12. Strophe).
Die letzten drei Strophen sind Bitten an Jesus, in denen um Beistand in schwierigen Situationen, Vergebung und Rechtschaffenheit gebeten wird. Christus, der Verteidiger („propugnator“, 15. Strophe), solle zum Sieg des Glaubens verhelfen.

## Verwendung
Das Ave vivens hostia wurde vermutlich als Kommunionlied während der Messe und im Kontext des Fronleichnamsfestes gesungen. Der Hymnus selbst ist in der Analecta Hymnica (AH 31, S. 111–114, Nr. 105) mit über 60 Nachweisen vertreten. Der Hymnus wird hier in der Kategorie eines „Pium dictamen“ geführt, das heißt eine Verwendung als stilles Gebet ist ebenfalls anzunehmen. Dafür spricht auch die derzeitige Quellenlage. Karlheinz Schlager verweist auf die Rubrizierungen, mit denen das Gedicht versehen ist. Diese sind häufig durch „meditatio“, teils mit dem Zusatz „devota“ versehen.

## Deutsche Übertragungen
Das Verfasserlexikon listet vier Übertragungen in die deutsche Sprache auf:  Die erste Gruppe bilden Übertragungen, die auf den Mönch von Salzburg zurückzuführen sind, zu ihr gehören mindestens sechs Handschriften. Der Mönch von Salzburg bemühte sich um eine möglichst form- sowie inhaltsgetreue Übersetzung des lateinischen Hymnus. Die Metrik, der Kreuzreim sowie die Silbenanzahl wurden in seiner deutschen Übersetzung beibehalten. Auch ergänzt der Mönch eine Zusatzstrophe, für die es im lateinischen Original Vorlagen gibt.  Eine zweite Übersetzung findet sich im Kontext der  Tegernseer Hymnen. Eine auf das 15. Jahrhundert datierte lateinische Handschrift aus Ebersberg überliefert eine dritte deutsche Fassung, die Eingang gefunden hat in spätere Gesangbücher (besonders des 16. Jahrhunderts). Die vierte Übertragungsgruppe bezieht sich auf einen Druck von 1497 in Basel. Die dort abgedruckte Version stammt vermutlich von Ludwig Moser.
Neben den in diese Gruppe eingeordneten Fassungen sind noch viele weitere erhalten, für die jedoch noch Übertragungsgruppen gefunden werden müssen. Textzeugen weiterer Übertragungen werden in Zukunft in der Datenbank des DFG-Projektes „Berliner Repertorium“ verzeichnet sein.
Die deutschen Übertragungen des Ave vivens hostia sind in der Regel, ähnlich wie das lateinische Original, in Strophenform gehalten. Manche Übertragungen versuchen des Weiteren den Reim nachzuahmen, andere sind Prosa. Die deutschen, also volkssprachlichen, Versionen des Hymnus Ave vivens hostia könnten beispielsweise als nicht-liturgisches Lied der Messe fungiert haben. Sie würden somit einen Vorgänger des Kirchenlieds darstellen. Es lässt sich aber auch vermuten, dass sie zu Fronleichnam z. B. während der Prozession gesungen wurden. Außerdem könnten sie auch dem privaten Gebrauch der Gläubigen, außerhalb der Kirche, gedient haben, beispielsweise als (Ablass-)Gebet oder auch um den lateinischen (liturgischen) Hymnus nachvollziehen zu können. Forschungen zu diesem und anderen lateinischen Hymnen und deren deutschen Übertragungen versuchen das Verhältnis von Liturgie- oder Sakralsprache und Volkssprache zu ergründen (vgl. Andreas Kraß: Mittit ad virginem).